# BORuto
BORuto – pierwszy minialbum polskiego rapera Szpaka i producenta muzycznego 2K. Wydawnictwo ukazało się 7 marca 2018 roku w limitowanej ilości 3000 sztuk, nakładem wytwórni B.O.R. Records.
Producenci nagrań to: 2K, Loren, Sergiusz i Michał Graczyk. Wśród gości znaleźli się: Paluch, Kaz Bałagane i Young Igi. Teledyski nagrano do utworów „BAJKA”, „BORuto”, „MUK”, „Król Lew” i „Mewtwo”. Ponadto do utwóru „MINIMINI” powstała animacja.

## Lista utworów
| Nr  | Tytuł utworu                         | Tytuł utworu                 | Producent                | Długość |
| --- | ------------------------------------ | ---------------------------- | ------------------------ | ------- |
| 1.  | „Bajka”                              | Mateusz Szpakowski           | 2K Beatz                 | 3:09    |
| 2.  | „Boruto (gościnnie Paluch)”          | Szpakowski, Łukasz Paluszak  | 2K Beatz, Loren          | 3:32    |
| 3.  | „Rick & Morty (gościnnie Young Igi)” | Szpakowski, Igor Ośmiałowski | 2K Beatz                 | 3:06    |
| 4.  | „Mewtwo (gościnnie Kaz Bałagane)”    | Szpakowski, Jacek Świtalski  | 2K Beatz                 | 2:54    |
| 5.  | „Muk”                                | Szpakowski                   | 2K Beatz, Sergiusz       | 2:48    |
| 6.  | „Skit”                               | Szpakowski                   | 2K Beatz                 | 0:17    |
| 7.  | „Król Lew”                           | Szpakowski                   | 2K Beatz                 | 3:24    |
| 8.  | „Żółwie Ninja (gościnnie Young Igi)” | Szpakowski, Ośmiałowski      | 2K Beatz, Michał Graczyk | 2:15    |
| 9.  | „Cyklofrenia”                        | Szpakowski                   | 2K Beatz                 | 3:00    |
| 10. | „MiniMini”                           | Szpakowski                   | 2K Beatz, Graczyk        | 3:08    |
|     |                                      |                              |                          | 27:33   |